# 何厝站
何厝站（廈門話：/ua˧˥ tsʰu˥˧/）位于中华人民共和国福建省厦门市思明区，是厦门轨道交通2号线的地铁车站，于2019年12月25日开通运营。

## 车站结构
何厝站为地下二层车站。车站地下一层为站厅层；地下二层为2号线站台层，岛式站台。
| 地面层   | 出入口                               | 出入口                         |
| 地下一层 | 站厅                                 | 票务服务、客服中心、进出站闸机 |
| 地下二层 | 西行                                 | 2 往天竺山方向 （軟件園二期）  |
| 地下二层 | 岛式站台，列车运行方向左侧的车门开启 |                                |
| 地下二层 | 東行                                 | 2 往五緣灣方向 （觀音山）      |